# Liste der Hochhäuser in Vermont
In der Liste der Hochhäuser in Vermont werden die Hochhäuser im US-Bundesstaat Vermont ab einer strukturellen Höhe von 30 Metern aufgezählt. Das bedeutet die Höhe bis zum höchsten Punkt des Gebäudes ohne Antenne. Aufgezählt werden nur fertiggestellte und im Bau befindliche Gebäude.

## Auflistung der Hochhäuser nach Höhe
| Nr. | Name                                       | Stadt       | Höhe   | Etagen | Baujahr | Status |
| --- | ------------------------------------------ | ----------- | ------ | ------ | ------- | ------ |
| 1.  | Decker Towers                              | Burlington  | 37,8 m | 11     |         | Erbaut |
| 2.  | North Barre Manor                          | Barre       | 36,4 m | 11     | 1982    | Erbaut |
| 3.  | Fletcher Allen Hospital – McClure Building | Burlington  | 34,7 m | 8      |         | Erbaut |
| 4.  | Three Cathedral Square                     | Burlington  | 34,4 m | 10     | 1979    | Erbaut |
| 5.  | Corporate Plaza                            | Burlington  | 34,3 m | 8      |         | Erbaut |
| =   | 100 Bank Street                            | Burlington  | 34,3 m | 8      |         | Erbaut |
| 7.  | Sheldon Towers                             | Rutland     | 33,1 m | 10     |         | Erbaut |
| 8.  | Courtyard Burlington Harbor                | Burlington  | 32,8 m | 9      | 2007    | Erbaut |
| 9.  | The Westlake Residences                    | Burlington  | 30,9 m | 9      | 2007    | Erbaut |
| 10. | Service Building                           | Rutland     | 30,1 m | 7      | 1930    | Erbaut |
| =   | Courthouse Plaza                           | Burlington  | 30,1 m | 6      |         | Erbaut |
| 12. | The Hooker Dunham Building                 | Brattleboro | 30 m   | 7      |         | Erbaut |